# Sariaya
Sariaya est une municipalité de la province de Quezon, aux Philippines.